# Nové Veselí
Nové Veselí (in tedesco Neu Wessely) è un comune mercato della Repubblica Ceca facente parte del distretto di Žďár nad Sázavou, nella regione di Vysočina.